# Ferdinando II Carafa
Ferdinando II Carafa della Stadera, duca di Nocera (XVI secolo – Nocera dei Pagani, 11 settembre 1593), fu il quinto conte di Soriano Calabro.

## Biografia
Figlio di Alfonso Carafa, terzo duca di Nocera, e della nobildonna Giovanna Branai Castriota (discendente di Vrana Konti), rampollo della nobile famiglia napoletana dei Carafa della Stadera (o Caraffa), Ferdinando II fu il quarto duca di Nocera dei Pagani e il quinto conte di Soriano Calabro. Per successione materna ereditò anche il marchesato Civita Sant'Angelo.
Acquistò fama e rispetto combattendo al fianco di don Giovanni d'Austria nella battaglia di Lepanto al comando di tremila fanti.
Abile nel giostrare e nel toreare, si prodigò in opere di mecenatismo circondando la sua corte di letterati e scienziati. Per allargare il feudo di Nocera acquistò il 23 novembre 1584 la terra di Sanseverino, ma non avendo i soldi per pagarla dovette cedere il feudo alla madre già l'anno seguente.
Fece edificare presso la strada dell'Incoronata a Napoli (oggi via Medina), il Palazzo Carafa di Nocera.
Fu amico di Torquato Tasso, che gli dedicò una delle Rime d'occasione e d'encomio.
Sposò nell'ottobre del 1578 la nobildonna Anna Clarice Carafa, figlia di Antonio, terzo principe di Stigliano e terzo Duca di Mondragone, e di Ippolita Gonzaga dei Principi di Molfetta.
Ebbe molti figli, tra i quali si segnalano: Giovanna (13 ottobre 1579 - Riccia, 5 settembre 1609), che il 21 novembre 1600 sposò Vincenzo Luigi IV di Capua, primo principe della Riccia; e Francesco Maria Carafa (Nocera dei Pagani 1580 - Madrid 16 luglio 1642).
Morì l'11 settembre 1593, lasciando debiti per seicentomila ducati.